# Sunderland Association Football Club 2010-2011
Questa voce raccoglie le informazioni riguardanti il Sunderland Association Football Club nelle competizioni ufficiali della stagione 2010-2011.

## Divise e sponsor
Lo sponsor tecnico per la stagione 2010-2011 è Umbro, mentre lo sponsor ufficiale a partire da questa stagione per due anni è Tombola, un operatore online di bingo.

## Calciomercato

### Sessione estiva(dall'1/7 all'1/9)
| Acquisti         | Acquisti      | Acquisti        | Acquisti |
| R.               | Nome          | da              | Modalità |
| ---------------- | ------------- | --------------- | -------- |
| D                | Nedum Onuoha  | Manchester City | prestito |
| A                | Danny Welbeck | Manchester Utd  | prestito |
| Altre operazioni |               |                 |          |
| R.               | Nome          | da              | Modalità |

| Cessioni         | Cessioni      | Cessioni   | Cessioni   |
| R.               | Nome          | a          | Modalità   |
| ---------------- | ------------- | ---------- | ---------- |
| A                | Kenwyne Jones | Stoke City | definitivo |
| Altre operazioni |               |            |            |
| R.               | Nome          | a          | Modalità   |

### Sessione invernale(dal 01/01 al 31/01)
| Acquisti         | Acquisti         | Acquisti         | Acquisti         |
| R.               | Nome             | da               | Modalità         |
| Altre operazioni | Altre operazioni | Altre operazioni | Altre operazioni |
| R.               | Nome             | da               | Modalità         |
| ---------------- | ---------------- | ---------------- | ---------------- |

| Cessioni         | Cessioni    | Cessioni    | Cessioni   |
| R.               | Nome        | a           | Modalità   |
| ---------------- | ----------- | ----------- | ---------- |
| C                | Andy Reid   | Blackpool   | definitivo |
| A                | Darren Bent | Aston Villa | definitivo |
| Altre operazioni |             |             |            |
| R.               | Nome        | a           | Modalità   |

## Risultati

### Premier League
| Arbitro: | Taylor |

|                                 |           |                        |
| Bent 24’ (rig.) Carr 56’ (aut.) | Marcatori | 77’ Dann 88’ Ridgewell |

| Arbitro: | Friend (Leicestershire) |

|                |           |  |
| Odemwingie 81’ | Marcatori |  |

| Arbitro: | Dean |

|                 |           |  |
| Bent 90’ (rig.) | Marcatori |  |

| Arbitro: | Marriner (Birmingham) |

|             |           |          |
| Alcaraz 87’ | Marcatori | 66’ Gyan |

| Arbitro: | Dowd |

|          |           |              |
| Bent 90’ | Marcatori | 13’ Fàbregas |

| Arbitro: | Attwell |

|                     |           |                      |
| Kuyt 5’ Gerrard 64’ | Marcatori | 25’ (rig.), 48’ Bent |

| Sunderland 2 ottobre 2010, ore 15:15 BST 7ª giornata | Sunderland | 0 – 0 referto | Manchester Utd | Stadium of Light (41 709 spett.)\| Arbitro: \| Foy \| |
| Arbitro:                                             | Foy        |               |                |                                                       |

| Blackburn 18 ottobre 2010, ore 20:00 UTC+1 8ª giornata | Blackburn                       | 0 – 0 referto | Sunderland | Ewood Park (21 894 spett.)\| Arbitro: \| Probert (South Gloucestershire) \| |
| Arbitro:                                               | Probert (South Gloucestershire) |               |            |                                                                             |

| Arbitro: | Halsey |

|                  |           |  |
| Dunne 24’ (aut.) | Marcatori |  |

| Arbitro: | Dowd |

|                                              |           |            |
| Nolan 26’, 34’, 75’ Ameobi 45+3’ (rig.), 70’ | Marcatori | 90+1’ Bent |

| Arbitro: | Atkinson (Bradford) |

|              |           |  |
| Gyan 9’, 86’ | Marcatori |  |

| Arbitro: | Webb |

|                   |           |          |
| van der Vaart 64’ | Marcatori | 67’ Gyan |

| Arbitro: | Foy |

|  |           |                                 |
|  | Marcatori | 45’ Onuoha 52’ Gyan 87’ Welbeck |

| Arbitro: | Walton (Northamptonshire) |

|                  |           |                      |
| Welbeck 23’, 70’ | Marcatori | Cahill 6’ Arteta 83’ |

| Arbitro: | Jones |

|                                     |           |                      |
| Foley 50’ Hunt 81’ Ebanks-Blake 89’ | Marcatori | 67’ Bent 77’ Welbeck |

| Arbitro: | Atkinson (Bradford) |

|               |           |  |
| Henderson 34’ | Marcatori |  |

| Londra 11 dicembre 2010, ore 15:00 CEST 17ª giornata | Fulham    | 0 – 0 referto | Sunderland | Craven Cottage (24 462 spett.)\| Arbitro: \| Swarbrick \| |
| Arbitro:                                             | Swarbrick |               |            |                                                           |

| Arbitro: | Foy |

|             |           |  |
| Welbeck 32’ | Marcatori |  |

| Arbitro: | Dowd |

|                  |           |  |
| Berbatov 4’, 57’ | Marcatori |  |

| Arbitro: | Marriner (Birmingham) |

|  |           |                   |
|  | Marcatori | 50’, 90’ Campbell |

| Arbitro: | Dean |

|                               |           |  |
| Welbeck 11’ Bent 19’ Gyan 89’ | Marcatori |  |

| Arbitro: | Walton |

|  |           |              |
|  | Marcatori | 80’ Bardsley |

| Arbitro: | Webb |

|            |           |           |
| Gyan 90+4’ | Marcatori | 52’ Nolan |

| Arbitro: | Mason (Greater Manchester) |

|                 |           |                     |
| Adam 86’ (rig.) | Marcatori | 15’, 36’ Richardson |

| Arbitro: | Halsey |

|                            |           |                                                     |
| Bardsley 4’ Richardson 26’ | Marcatori | 15’ (rig.) Lampard 23’ Kalou 60’ Terry 90+3’ Anelka |

| Arbitro: | Probert (South Gloucestershire) |

|                           |           |                        |
| Carew 32’ Huth 83’, 90+3’ | Marcatori | 2’ Richardson 48’ Gyan |

| Arbitro: | Jones |

|          |           |                         |
| Gyan 10’ | Marcatori | 44’ Dawson 57’ Kranjčar |

| Arbitro: | Friend (Leicestershire) |

|                  |           |  |
| Beckford 8’, 39’ | Marcatori |  |

| Londra 5 marzo 2011, ore 15:00 CET 29ª giornata | Arsenal | 0 – 0 referto | Sunderland | Emirates Stadium (60 081 spett.)\| Arbitro: \| Taylor \| |
| Arbitro:                                        | Taylor  |               |            |                                                          |

| Arbitro: | Friend (Leicestershire) |

|  |           |                     |
|  | Marcatori | 34’ Kuyt 77’ Suárez |

| Arbitro: | Webb |

|                                                            |           |  |
| Johnson 9’ Tévez 15’ (rig.) Silva 63’ Vieira 67’ Touré 73’ | Marcatori |  |

| Arbitro: | Walton (Northamptonshire) |

|                                |           |                                         |
| Shorey 10’ (aut.) Bardsley 31’ | Marcatori | 29’ Odemwingie 54’ Mulumbu 72’ Scharner |

| Arbitro: | Dowd |

|                         |           |  |
| Larsson 41’ Gardner 66’ | Marcatori |  |

| Arbitro: | Probert (South Gloucestershire) |

|                                                  |           |                        |
| Gyan 55’ Henderson 66’ (76) Sessègnon 73’ (rig.) | Marcatori | 52’ Diamé 90’ Di Santo |

| Arbitro: | Atkinson (Bradford) |

|  |           |                            |
|  | Marcatori | 33’ Kakuta 61’, 73’ Davies |

| Arbitro: | Friend (Leicestershire) |

|             |           |                                  |
| Klasnić 87’ | Marcatori | 45+1’ Zenden 90+3’ (aut.) Knight |

| Arbitro: | Jones |

|               |           |                                       |
| Sessègnon 34’ | Marcatori | 22’ Craddock 54’ Fletcher 78’ Elokobi |

| Arbitro: | Taylor |

|  |           |                                        |
|  | Marcatori | 17’ Zenden 51’ Sessègnon 90+3’ Riveros |